# Девятигранник

Трёхмерный как пример девятигранника

Девятигранник (иногда используется название эннеаэдр) — это многогранник с девятью гранями. Существует 2606 видов выпуклых девятигранников, каждый из которых имеет свою уникальную конфигурацию вершин, рёбер и граней. Ни один из этих многогранников не является правильным.

## Примеры
Наиболее известными девятигранниками являются восьмиугольная пирамида и семиугольная призма. Семиугольная призма является однородным многогранником с двумя правильными семиугольными и семью квадратными гранями. Восьмиугольная пирамида имеет восемь равнобедренных треугольных граней вокруг правильного восьмиугольного основания. Два других девятигранника также можно найти среди правильногранных многогранников — это удлинённая четырёхугольная пирамида и удлинённая треугольная бипирамида. Трёхмерный ассоциэдр, почти многогранник Джонсона с семью пятиугольными гранями и тремя четырёхугольными гранями, является девятигранником. Пять правильногранных многогранников имеют девятигранные двойственные тела, это трёхскатный купол, скрученно удлинённая четырёхугольная пирамида, самодвойственная удлинённая четырёхугольная пирамида, трижды наращённая треугольная призма (двойственная ассоциэдру) и трижды отсечённый икосаэдр.
Ещё одним девятигранником является урезанный трапецоэдр с квадратным основанием и 4 дельтоидными и 4 треугольными гранями.  
| семиугольная призма                    | Удлинённая четырёхугольная пирамида                                         | Удлинённая треугольная бипирамида               |
| Тело, двойственное трёхскатному куполу | Тело, двойственное скрученно удлинённой четырёхугольной пирамиде            | Тело, двойственное трижды отсечённому икосаэдру |
| Квадратный урезанный трапецоэдр        | Усечённая треугольная бипирамида, почти многогранник Джонсона, и ассоциэдр. | Девятигранник Хершеля                           |

Граф Хершеля представляет вершины и рёбра девятигранника Хершеля (см. выше), все грани которого четырёхугольны. Это самый простой многогранник без гамильтовова цикла, единственный девятигранник, в котором все грани имеют одинаковое число рёбер, и один из всего трёх двудольных девятигранников.

Два наименьших возможных изоспектральных полиэдральных графов являются графами девятигранников

Наименьшая пара изоспектральных полиэдральных графов представляется девятигранниками с восемью вершинами в каждом.

## Заполняющие пространство девятигранники

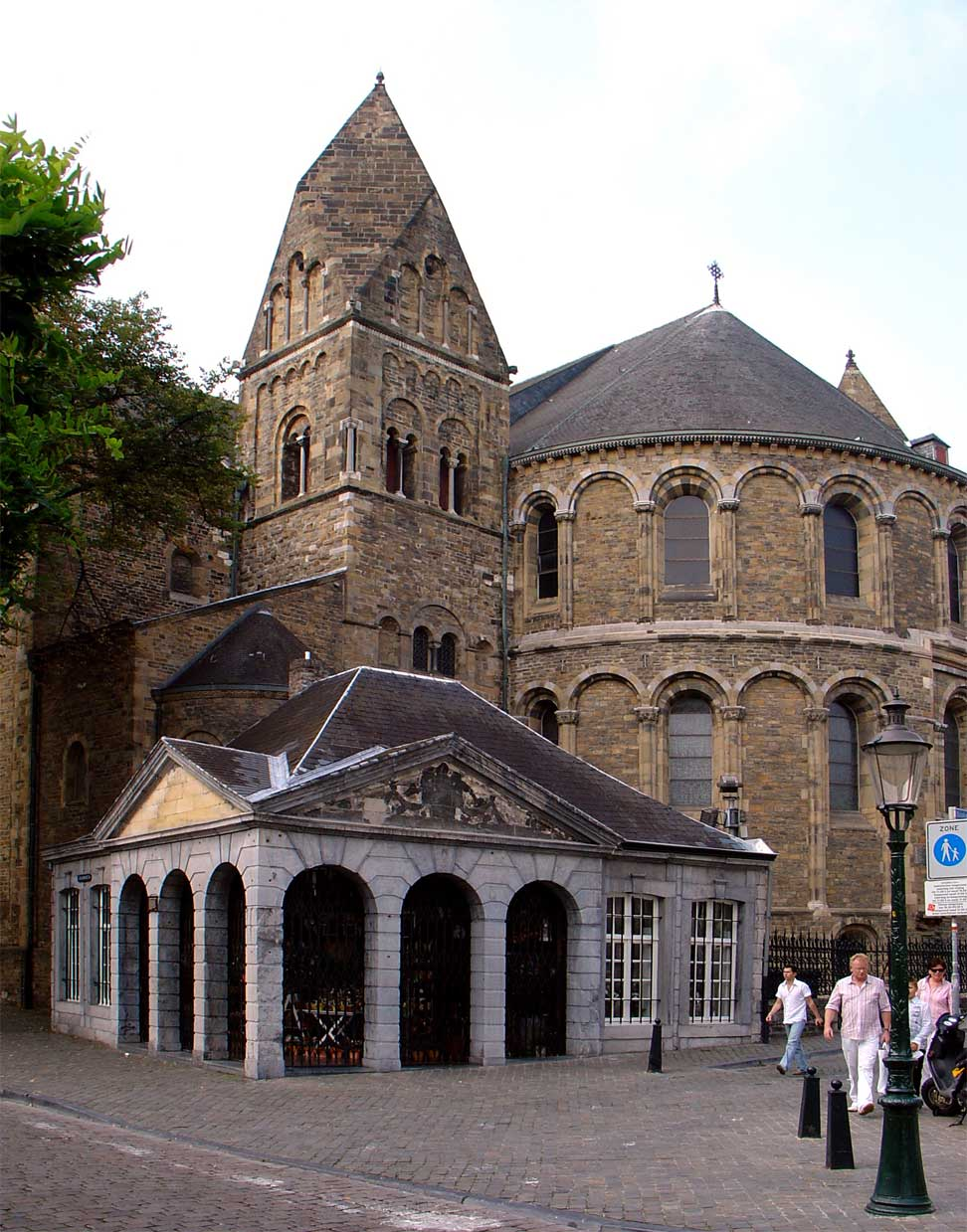
Базилика Девы Марии (Маастрихт), верх башни которой образует заполняющий пространство многогранник.

Рассечение ромбододекаэдра пополам через длинные диагонали четырёх его граней даёт самодвойственный девятигранник, квадратный урезанный трапецоэдр с одной большой квадратной гранью, четырьмя ромбическими гранями и четырьмя равнобедренными треугольными гранями. Подобно самому ромбическому додекаэдру это тело может быть использовано для замощения трёхмерного пространства. Удлинённый вариант этого тела, остающегося способным замощать пространство, можно видеть на вершине задней стороны башен романской базилики Девы Марии 12-го века. Сами башни с их четырьмя пятиугольными сторонами (стенами), четырьмя гранями крыши и квадратным основанием образуют другой заполняющий пространство девятигранник.
Голдберг нашёл по меньшей мере 40 топологически различных заполняющих пространство девятигранников.

## Топологически различные девятигранники
Существует 2606 топологически различных выпуклых девятигранников, исключая зеркальные отражения. Они могут быть разбиты на подмножества девятигранников 8, 74, 296, 633, 768, 558, 219, 50 с числом вершин от 7 до 14 соответственно. Таблицу этих чисел вместе с детальным описанием девятивершинных девятигранников первым опубликовал в 1870-х годах Томас Киркман.